# شاه‌ماهی آرام
شاه‌ماهی آرام (نام علمی: Clupea pallasii) نام یک گونه از سرده شاه‌ماهی است.